# Tour de France 2006/16. Etappe
Auf dem 16. Teilstück der Tour de France 2006 am 19. Juli östlich von Grenoble mussten die noch 152 Fahrer zwischen Le Bourg-d’Oisans und La Toussuire verteilt über 182 km insgesamt vier Pässe erklimmen. Zuerst ging es auf das Dach der Tour, den Col du Galibier (2646 m, Kategorie HC), danach folgten der Col de la Croix de Fer (2067 m, Kategorie HC) und der Col du Mollard (1638 m, Kategorie 2). Der Anstieg zur Bergankunft in La Toussuire (1705 m, Kategorie 1) war 18,4 km lang.  Nach den Ausschlüssen zu Beginn und 25 Aufgaben während des Rennens waren nur noch drei Teams komplett.
Zu Beginn des Anstiegs zum Galibier nach sechs Kilometern setzten sich Tadej Valjavec und Michael Rasmussen ab, ihnen schloss sich Sandy Casar an. Dahinter setzte sich eine 13-köpfige Spitzengruppe zusammen (u. a. mit Patrik Sinkewitz, Jaroslaw Popowytsch und Gilberto Simoni), die am Gipfel des Galibier ca. drei Minuten Rückstand aufwies. Auch im Hauptfeld wurde der Gipfel in hohem Tempo passiert. Der Rückstand auf die drei Führenden betrug etwa 4:30 min. In der Abfahrt vom Galibier attackierte Jaroslaw Popowytsch aus der Verfolgergruppe heraus, konnte sich aber nicht entscheidend absetzen.
Im Anstieg zum Gipfel des Croix de Fer war Casar der Erste der Spitzengruppe, der dem Tempo nicht folgen konnte. Wenig später musste auch Valjavec Rasmussen ziehen lassen. Die Verfolgergruppe fiel ebenfalls auseinander und wurde vom Hauptfeld aufgefahren. Dort hatte das Team CSC das Tempo verschärft. Etwas später attackierte Levi Leipheimer, keiner folgte ihm. Auf dem Gipfel des Croix de Fer hatte er sich einen Vorsprung von 2:52 min auf die Favoritengruppe, aus der auch David Moncoutié attackiert hatte, herausgefahren. Rasmussen passierte den Gipfel mit 5:32 min Vorsprung auf Leipheimer als Erster.
Am Fuße des Mollard hatte Leipheimer auch zu Valjavec aufgeschlossen, nachdem er Casar bereits vor der Bergwertung des Croix de Fer erreicht hatte. Auch Moncoutié musste die Favoritengruppe an sich vorbeiziehen lassen. Diese passierte die Passhöhe ohne Zwischenfälle.
Während Rasmussen solo den Aufstieg nach La Toussuire in Angriff nahm, machten CSC und T-Mobile im Feld das Tempo. Dann griff Denis Menschow an, Michael Rogers, Óscar Pereiro und Cadel Evans folgten ihm. Wenig später schloss die Spitzengruppe aber wieder auf. Nach einem Angriff von Carlos Sastre brach Floyd Landis, Träger des Gelben Trikots, völlig ein und musste abreißen lassen. Sastre überholte Leipheimer, während T-Mobile in einer neunköpfigen Gruppe dahinter mit noch immer drei Fahrern stetig hohes Tempo fuhr. Nach einer Tempoverschärfung von Menschow fiel die Gruppe auseinander und auch Leipheimer wurde eingeholt. Daraufhin erhöhte Andreas Klöden nochmal das Tempo. Ihm folgten nur Pereiro und Evans, während Menschow und Cyril Dessel dem hohen Tempo Tribut zollen mussten. Rasmussen siegte souverän vor Sastre und Pereiro.
Floyd Landis verlor 8:10 min auf Pereiro und Klöden und 10:04 min auf den Etappensieger Rasmussen, der das Gepunktete Trikot übernahm. Pereiro eroberte das Gelbe Trikot zurück, das er am Vortag verloren hatte.
Durch den großen Rückstand des Gruppettos von 44:01 min auf den Sieger wurde die Karenzzeit von 12 auf 14 % erhöht, ansonsten hätte einigen prominenten Fahrern der Ausschluss gedroht. Nur 67 der 147 Fahrer, die die Etappe beendeten, lagen innerhalb des ursprünglichen Zeitlimits.

## Aufgaben
- 43 David Kopp – während der Etappe, Erschöpfung
- 83 Daniele Bennati – während der Etappe, Trauma im linken Bein und in der Hüfte nach Sturz
- 103 Steven de Jongh – während der Etappe, Schulterverletzung nach Sturz am Vortag
- 155 Sébastien Joly – während der Etappe, anhaltende Rückenschmerzen
- 185 Maxim Iglinski – während der Etappe, Abschürfungen und Prellungen nach Sturz am Vortag

## Zwischensprints
1. Zwischensprint in La Grave (26,5 km)
| Erster  | Tadej Valjavec    | 6 P. und 6 s |
| Zweiter | Sandy Casar       | 4 P. und 4 s |
| Dritter | Michael Rasmussen | 2 P. und 2 s |

2. Zwischensprint in Saint-Étienne-de-Cuines (103 km)
| Erster  | Tadej Valjavec    | 6 P. und 6 s |
| Zweiter | Sandy Casar       | 4 P. und 4 s |
| Dritter | Michael Rasmussen | 2 P. und 2 s |

## Bergwertungen
Col du Galibier, Kategorie HC (45,5 km)
| Erster   | Michael Rasmussen   | 20 P. |
| Zweiter  | Sandy Casar         | 18 P. |
| Dritter  | Tadej Valjavec      | 16 P. |
| Vierter  | Sylvain Calzati     | 14 P. |
| Fünfter  | Marzio Bruseghin    | 12 P. |
| Sechster | Patrik Sinkewitz    | 10 P. |
| Siebter  | Mikel Astarloza     | 8 P.  |
| Achter   | José Luis Rubiera   | 7 P.  |
| Neunter  | Jaroslaw Popowytsch | 6 P.  |
| Zehnter  | Iván Parra          | 5 P.  |

Col de la Croix de Fer, Kategorie HC (126,5 km)
| Erster   | Michael Rasmussen | 20 P. |
| Zweiter  | Tadej Valjavec    | 18 P. |
| Dritter  | Levi Leipheimer   | 16 P. |
| Vierter  | Sandy Casar       | 14 P. |
| Fünfter  | David Moncoutié   | 12 P. |
| Sechster | Sylvain Calzati   | 10 P. |
| Siebter  | Michael Boogerd   | 8 P.  |
| Achter   | Xabier Zandio     | 7 P.  |
| Neunter  | Denis Menschow    | 6 P.  |
| Zehnter  | Óscar Pereiro     | 5 P.  |

Col du Mollard, Kategorie 2 (146,5 km)
| Erster   | Michael Rasmussen | 10 P. |
| Zweiter  | Levi Leipheimer   | 9 P.  |
| Dritter  | Tadej Valjavec    | 8 P.  |
| Vierter  | Sandy Casar       | 7 P.  |
| Fünfter  | Xabier Zandio     | 6 P.  |
| Sechster | Óscar Pereiro     | 5 P.  |

La Toussuire*, Kategorie 1 (182 km)
| Erster   | Michael Rasmussen | 30 P. |
| Zweiter  | Carlos Sastre     | 26 P. |
| Dritter  | Óscar Pereiro     | 22 P. |
| Vierter  | Cadel Evans       | 18 P. |
| Fünfter  | Andreas Klöden    | 16 P. |
| Sechster | Christophe Moreau | 14 P. |
| Siebter  | Pietro Caucchioli | 12 P. |
| Achter   | Cyril Dessel      | 10 P. |

*Die Punkte der Bergwertung werden verdoppelt, wenn der letzte Pass der Etappe der Kategorie HC, 1 oder 2 entspricht.
- Siehe auch: Fahrerfeld